# Paradoks Easterlina
Paradoks Easterlina – zjawisko z dziedziny ekonomii dobrobytu, zauważone po raz pierwszy przez Richarda Easterlina (1926–2024) w 1974 roku. Mimo iż wewnątrz danego społeczeństwa ludzie o wyższych dochodach wykazują wyższy poziom satysfakcji z życia, efekt ten nie istnieje pomiędzy krajami o różnych poziomach dochodów, a w krajach powyżej pewnego stopnia zamożności wzrost dochodów w czasie nie wywołuje wzrostu satysfakcji.
Wyniki pierwotnych badań Easterlina zostały wielokrotnie potwierdzone przez niego samego i przez innych badaczy. W ostatnich latach pojawiły się jednak publikacje podające w wątpliwość postulowany przez Easterlina brak związku między dochodami a satysfakcją.

## Wytłumaczenia
Możliwym wyjaśnieniem paradoksu Easterlina jest istnienie tzw. dóbr pozycjonalnych. Pojęcie to zostało wprowadzone przez Freda Hirscha, który wskazuje, że w każdym społeczeństwie istnieje określony katalog dóbr i usług osiągalnych tylko dla najbogatszych, niezależnie od absolutnego poziomu bogactwa w danym społeczeństwie, zaś brak możliwości zdobycia tych dóbr przez osoby spoza elity prowadzi je do frustracji, która występuje nawet pomimo nominalnego wzrostu ich dochodów. 
Innym możliwym wytłumaczeniem jest zauważony przez Staffana Lindera konflikt między ograniczonym budżetem czasu a wzrostem konsumpcji – powyżej pewnego poziomu dochodów ludzie przestają być w stanie zwiększyć poziom swojej (szeroko pojętej) konsumpcji, ponieważ nie wystarcza im na to czasu. To również prowadzi do frustracji mimo wzrostu gospodarczego.
Sam Easterlin zaproponował wytłumaczenie opierające się na założeniu, iż ludzie dopasowują swoje aspiracje do poziomu dochodów. Niezależnie od poziomu wyjściowego każdy wzrost w dochodach wywołuje u ludzi adekwatny wzrost w aspiracjach bądź pragnieniach. Tym samym poziom zadowolenia z życia nie zmienia się.